# Zams
Zams – gmina w Austrii, w kraju związkowym Tyrol, w powiecie Landeck. Leży na wysokości 767 m n.p.m. w dolinie rzeki Inn. Liczy 3364 mieszkańców (1 stycznia 2015).
- statystyka